# Inscription du bassin minier du Nord-Pas-de-Calais sur la liste du patrimoine mondial

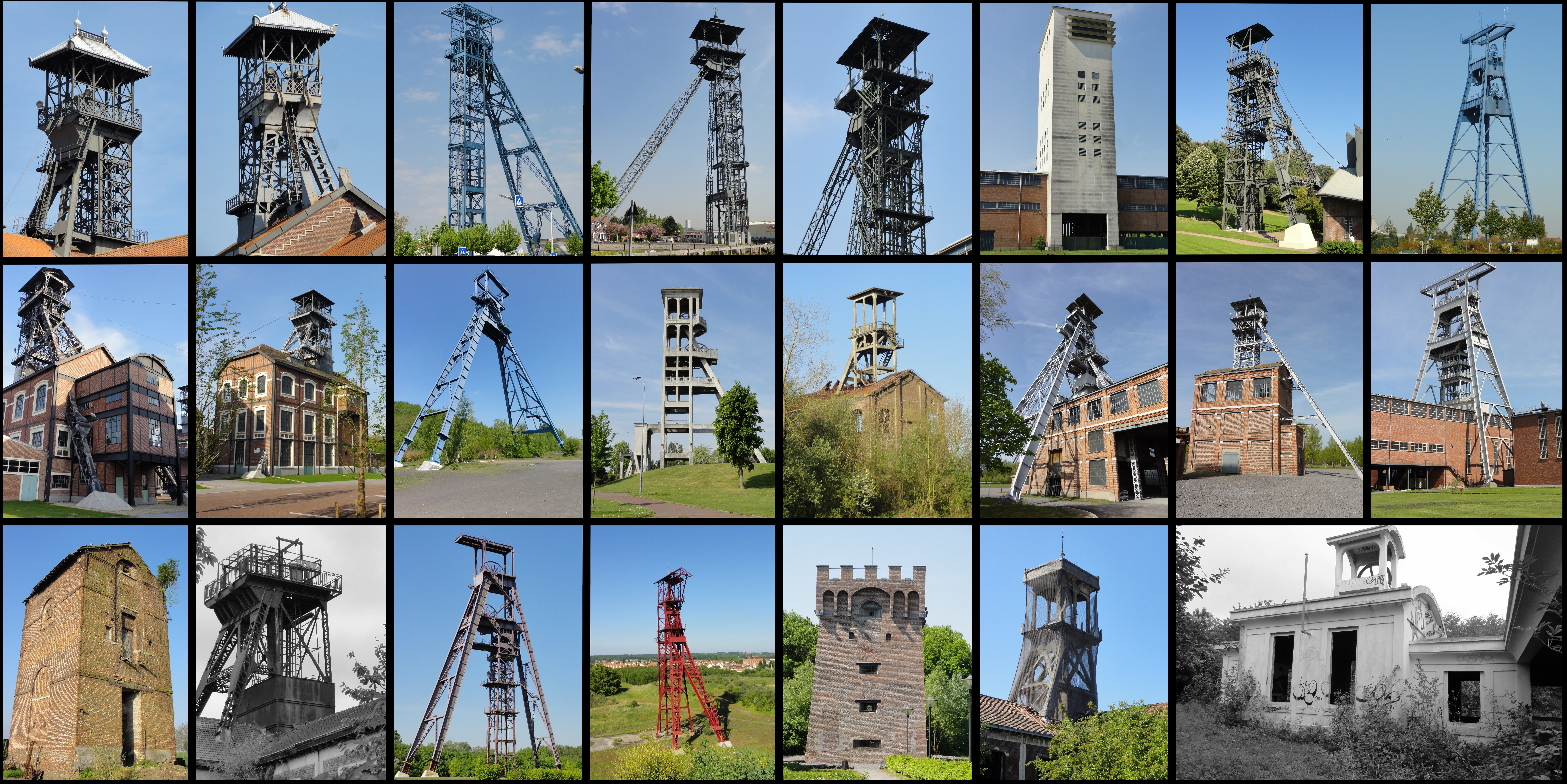
Les fosses et les chevalements sont les sites majeurs, mais le dossier donne également une part belle aux terrils et aux cités.

L'inscription du bassin minier du Nord-Pas-de-Calais au patrimoine mondial est une procédure visant à ce qu'une partie du patrimoine architectural et culturel subsistant du bassin minier du Nord-Pas-de-Calais soit inscrit sur la liste du patrimoine mondial par l'Unesco. Le projet commence en 2003. En 2011, Les Causses et les Cévennes sont présentés au détriment du projet du bassin minier, qui l'a été à Saint-Pétersbourg du 24 juin au 6 juillet 2012 lors de la 36e session du Comité du patrimoine mondial.
Le bassin minier du Nord-Pas-de-Calais est inscrit au patrimoine mondial de l'humanité par l'Unesco le samedi 30 juin 2012, quelques minutes avant 17 h ; 353 éléments répartis sur 109 sites sont concernés.

## Historique de la candidature

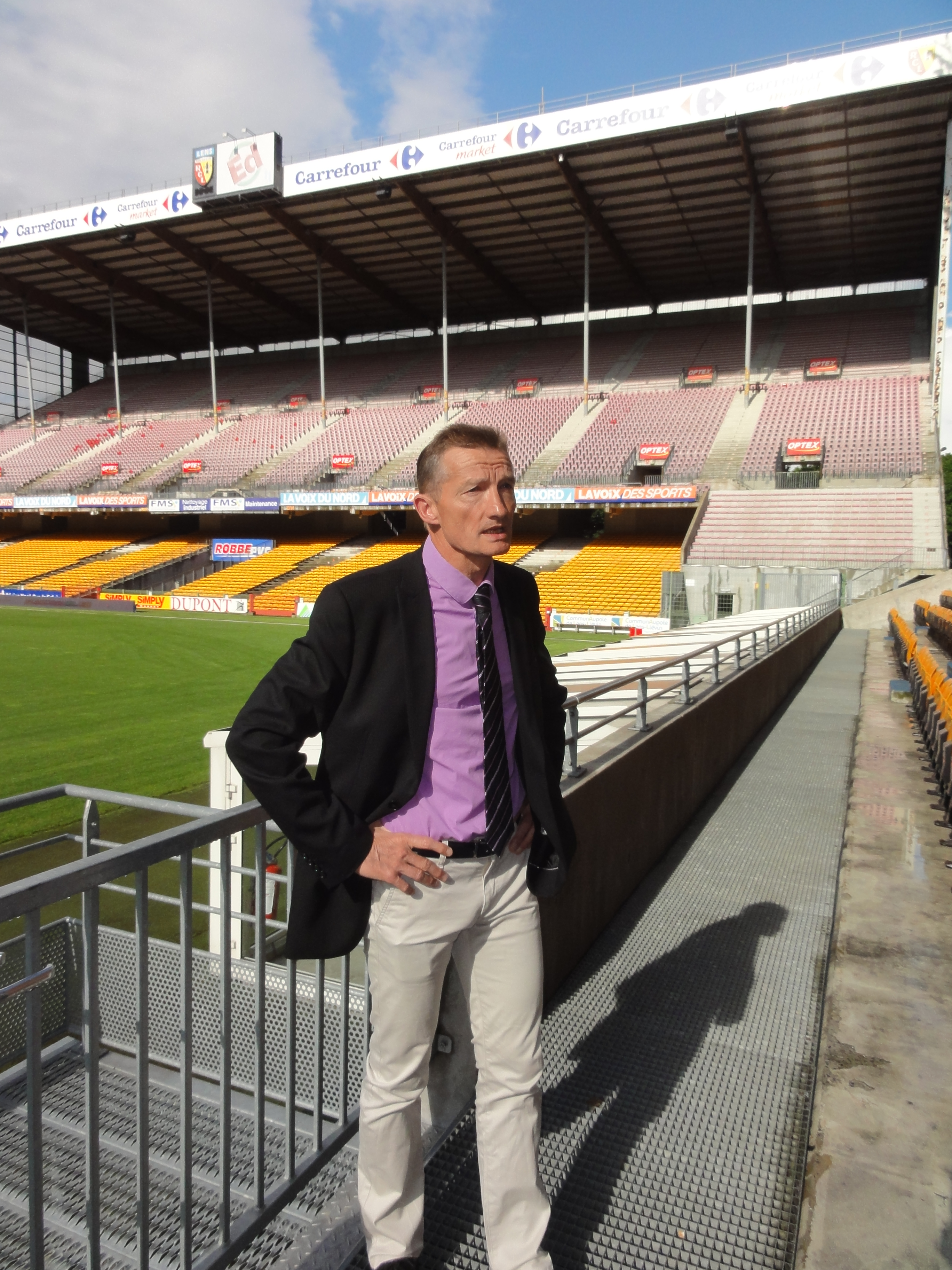
Jean-François Caron, maire de Loos-en-Gohelle et grande figure du projet, au stade Bollaert le 6 juillet 2012.

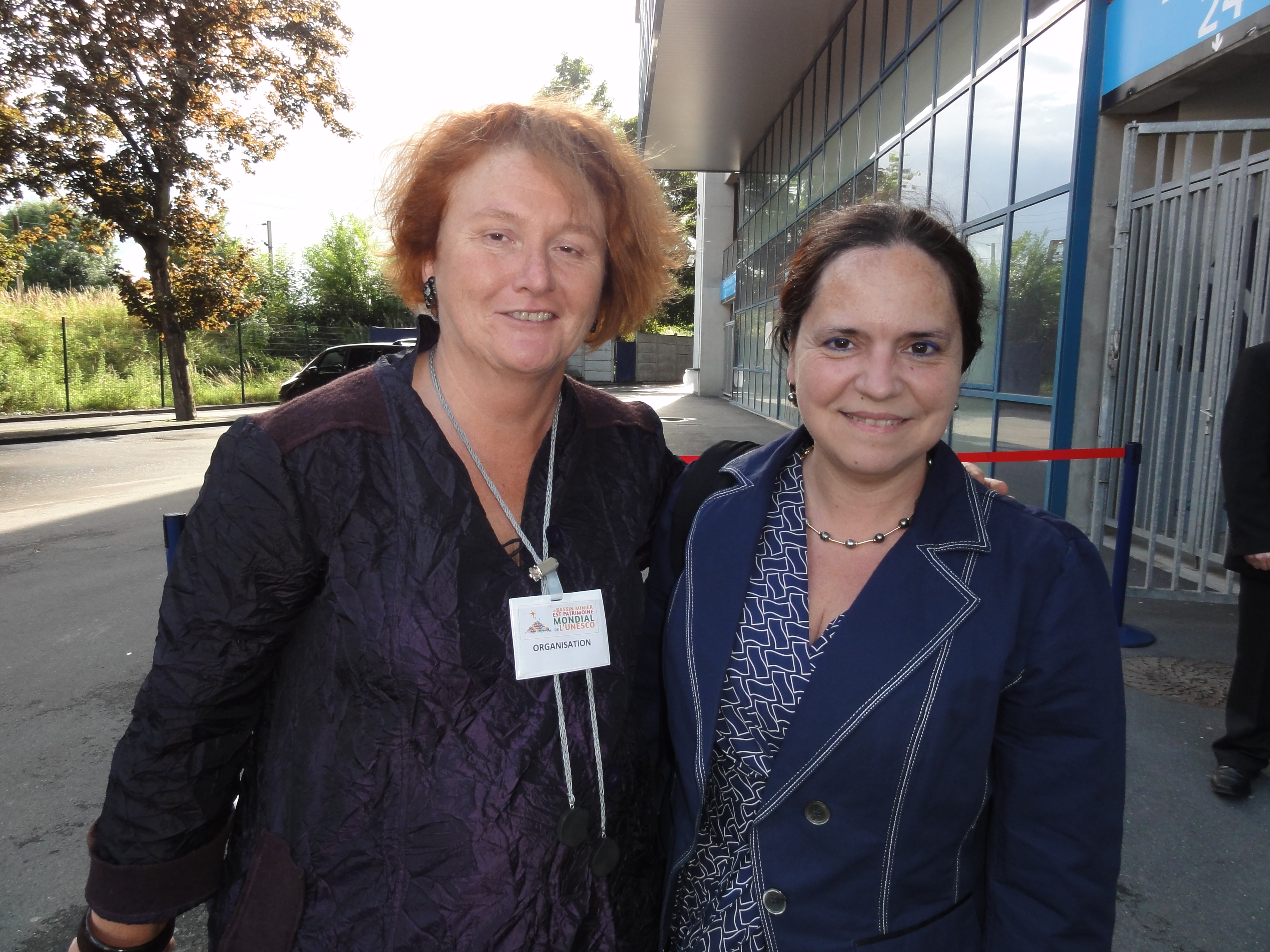
Catherine O'Miel, directrice de Bassin Minier Uni, et Catherine Bertram, directrice d'études Programmation/Partenariat à la Mission Bassin minier, lors de la fête de l'inscription du bassin minier au patrimoine mondial de l'humanité le 6 juillet 2012 au Stade Félix-Bollaert.

Depuis 2003, Bassin Minier Uni, la Mission Bassin minier et La Chaîne des Terrils, accompagnés par des personnalités telles que Jean-François Caron, Gilbert Rolos, Jacques Vernier et Daniel Mio, préparent un dossier en vue d'inscrire le bassin minier du Nord-Pas-de-Calais au patrimoine mondial de l'humanité. Le dossier comporte mille quatre-cent-cinquante pages, trois mille sept-cent-trente photos et quatre-vingt-onze cartes, il pèse quinze kilos. Quatre-vingt-sept communes ont été retenues, allant d'Enguinegatte à Quiévrechain. Le dossiers propose de protéger dix-sept fosses et vestiges de fosses, vingt-et-un chevalements, cinquante-et-un terrils, cinquante-quatre kilomètres de cavaliers miniers, des cités toutes entières, des écoles, des dispensaires, des grands bureaux, des églises, etc.
En ce sens, de nombreux vestiges ont été classés ou inscrits aux monuments historiques en 2009 et 2010. Mais le 1er février 2011, Les Causses et les Cévennes ont été choisis au détriment du dossier du bassin minier, Jean-François Caron indique qu'il s'agit d'une décision politique, étant donné que le dossier du bassin minier était prêt, et avait passé les diverses étapes avec succès. La Voix du Nord indique que le dossier est recalé, ce qui est faux, puisque celui-ci n'a pas été proposé à l'inscription, mais ajourné. Très rapidement, plusieurs dizaines de messages de soutien arrivent à l'association Bassin Minier Uni, à Loos-en-Gohelle.
Des clubs BMU (Bassin Minier Uni) se forment afin de protéger le patrimoine, comme à Denain pour la fosse Mathilde des mines d'Anzin.

Logo officiel de l'inscription.

Ce dossier de candidature est examiné du 24 juin au 6 juillet 2012 à Saint-Pétersbourg (en Russie), la nouvelle est annoncée le 20 février 2012 dans La Voix du Nord : Frédéric Mitterrand, ministre de la Culture a choisi le dossier du bassin minier. Daniel Rondeau, journaliste, romancier et ancien ambassadeur, a été nommé le 8 novembre 2011 délégué permanent de la France auprès de l'UNESCO, il a été choisi pour défendre la candidature du bassin minier.
Le bassin minier du Nord-Pas-de-Calais est inscrit sur la liste du patrimoine mondial par l'Unesco le samedi 30 juin 2012, quelques minutes avant 17 h lors de la 36e session du Comité du patrimoine mondial.

## Les sites retenus
En dehors de la liste des monuments historiques du bassin minier du Nord-Pas-de-Calais, il n'existe pas de liste accessible au grand public, avant l'inscription, qui indique l'intégralité des sites qui ont été présentés.
Pour la candidature, ce sont 353 éléments, représentant plus de 25 % du patrimoine recensé, qui ont été retenus, et qui sont répartis dans quatre-vingt-sept communes. D'après Bassin Minier Uni, il s'agit de dix-sept fosses ou vestiges significatifs, vingt-et-un chevalements, cinquante-et-un terrils, cinquante-quatre kilomètres de cavaliers, trois gares, cent-vingt-quatre cités, trente-huit écoles et groupes scolaires, vingt-six édifices religieux, vingt-deux équipements de santé, sept équipements collectifs divers (c'est-à-dire des salles des fêtes, une maison syndicale, des équipements sportifs...), trois grands bureaux de compagnies minières, ainsi que quarante kilomètres carrés de paysages.
| \| Localisation du Bassin minier du Nord-Pas-de-Calais en France \| 2 & 3 9 10 14 31 32 34 36 42 45 49 58 58A 70 & cie 74, 74A, 74B 75 80 84 87 92 93 97 98 101 107 108 110 116, 117 122 125A 123 · 139 · 141 143 143A 144 153 157 158 162 171 174 175 176 189 196 205 244 Hermitage Ledoux Sarteau Sabatier Dutemple Arenberg Mathilde Delloye 2 9 8 - 8 bis 2 9 - 9 bis 5 11 - 19 3 - 3 bis 6 13 bis 1 - 1 bis - 1 ter 1 - 1 bis 2 |
| Localisation du Bassin minier du Nord-Pas-de-Calais en France |